# Giovanni Battista Giovenale
Giovanni Battista Giovenale (Roma, 11 novembre 1849 – Roma, 23 settembre 1934) è stato un architetto italiano, tra le opere si ricorda il Villino Boncompagni Ludovisi. Nominato Accademico di San Luca nel 1897, ne fu poi presidente nel 1911-1912.